# TANSTAAFL

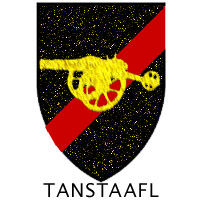
Das LUNA-Wappen mit dem Motto TANSTAAFL

TANSTAAFL ist eine Abkürzung für die englische Redewendung „there ain’t no such thing as a free lunch“ (deutsch „So etwas wie ein kostenloses Mittagessen gibt es nicht“), die durch den Science-Fiction-Autor Robert A. Heinlein in seinem Roman Revolte auf Luna (engl. The Moon Is a Harsh Mistress) von 1966 populär gemacht wurde. Der Roman beschäftigt sich mit den Problemen, die aus der unreflektierten Inkaufnahme einer einseitigen Wirtschaftspolitik entstehen. Die Redewendung und das Buch sind in libertären Kreisen sehr beliebt und der Satz wird oft in Lehrbüchern der Ökonomie zitiert. Um die doppelte Verneinung zu umgehen, wird stellenweise auch die Abkürzung TINSTAAFL verwendet, die als „there is no such thing as a free lunch“ aufgelöst wird.
Der Satz lässt sich sinngemäß mit „nichts ist umsonst“ übersetzen und soll das Konzept der Opportunitätskosten veranschaulichen. Greg Mankiw beschreibt das Konzept folgendermaßen: „Um eine Sache zu bekommen, die wir mögen, müssen wir üblicherweise eine andere Sache aufgeben, die wir mögen. Entscheidungen zu treffen bedeutet, Ziele gegeneinander abzuwägen.“

## Entstehung und Verwendung
Der Satz bezieht sich auf die früher verbreitete Tradition der Saloons in den Vereinigten Staaten, den Gästen einen „Free Lunch“, also einen „kostenlosen“ Imbiss, anzubieten, wobei die Gäste jedoch verpflichtet waren, mindestens ein Getränk zu erwerben. Rudyard Kipling beschreibt 1891, wie er

„in ein Barzimmer voller schlechter Saloonbilder kam, in dem Männer mit auf den Hinterkopf geschobenen Hüten Essen von einer Theke herunterschlangen. Es war die Institution des „free lunch“, auf die ich gestoßen war. Man bezahlte für ein Getränk und bekam so viel zu essen, wie man wollte. Für etwas weniger als eine Rupie am Tag kann sich ein Mann in San Francisco satt essen, obwohl er pleite ist. Denk daran, wenn Du jemals dort festsitzen solltest.“

TANSTAAFL bedeutet, dass für eine Person oder Gesellschaft etwas nie wirklich kostenlos sein kann. Selbst wenn es den Anschein hat, dass etwas kostenlos ist, gibt es immer Kosten für die Person oder die Gesellschaft als Ganzes, auch wenn diese Kosten versteckt oder verteilt sein können. Kann man beispielsweise gratis Speisen während der „Happy Hour“ in einer Bar bekommen, so muss der Besitzer die Kosten dafür tragen und wird versuchen, diese auf anderem Wege auszugleichen. Einige Güter, wie wild gepflückte Früchte, mögen zwar praktisch kostenlos sein, aber normalerweise entstehen immer Kosten – in diesem Fall für die Arbeitsleistung des Pflückens oder durch den Verlust an Nahrungsmitteln für die Tiere der Umgebung.
Die Vorstellung, dass es auf gesellschaftlicher Ebene nichts umsonst gibt, trifft nur dann zu, wenn alle Ressourcen vollständig und angemessen eingesetzt werden. Wenn ein Individuum oder eine Gruppe etwas kostenlos bekommt, muss jemand anderes die Kosten tragen. Wenn es keine direkten Kosten für ein Individuum zu geben scheint, gibt es stattdessen soziale Kosten. Gleichermaßen kann jemand „kostenlos“ aus einem externen Effekt oder einem öffentlichen Gut einen Nutzen ziehen, doch dies bedeutet immer, dass ein anderer die Kosten für die Erzeugung dieses Nutzens tragen muss.
In der Finanzmathematik wird der Ausdruck auch als informelles Synonym für das Prinzip der Arbitragefreiheit verwendet, das aussagt, dass eine Kombination von Wertpapieren, die den gleichen Gewinn abwerfen wie ein anderes Wertpapier, auch die gleichen Nettokosten aufweisen muss.
TANSTAAFL wird mitunter als Gegenargument zu den für freie Software beanspruchten Vorzügen verwendet. Befürworter freier Software halten dem entgegen, dass der Begriff „Frei“ in diesem Kontext primär für das Fehlen von Einschränkungen („Freiheit“) und nicht für das Fehlen von Kosten („Gratis“) steht. Richard Stallman hat dies mit „frei wie in freier Meinung, nicht wie in Freibier“ umschrieben.
Das Präfix „TANSTAA-“ wird auch in verschiedenen anderen Kontexten verwendet, um eine unveränderliche Eigenschaft eines Systems zu beschreiben. So wird in der englischsprachigen Elektrotechnik das Akronym TANSTAANFS verwendet, das für „There Ain’t No Such Thing As A Noise Free System“ ("Es gibt kein rauschfreies System") steht.
Für den Wissenschaftler bedeutet TANSTAAFL, dass ein System vollständig abgeschlossen ist – es gibt keine magische Quelle für Materie, Energie oder Licht, die nicht letzten Endes verbraucht werden kann. Insofern lässt sich die TANSTAAFL-Argumentation auch auf physikalische Prozesse anwenden. (Siehe auch: Thermodynamik.)

## Bezugnahmen
- Bereits 1950 hat ein Kolumnist der New York Times den Satz dem Ökonomen und Armeegeneral Leonard P. Ayres von der Cleveland Trust Company zugeschrieben. „Es scheint, dass kurz vor dem Tod des Generals [1946] eine Gruppe von Reportern mit der Bitte an den General herantrat, er möge ihnen vielleicht eine der unveränderlichen Binsenweisheiten zukommen lassen, die er in den langen Jahren seiner Wirtschaftsstudien gesammelt hat. ‚Es ist ein unabänderlicher wirtschaftlicher Fakt,‘ sagte der General, ‚dass es so etwas wie einen 'free lunch’ nicht gibt.‘ ‘“[7]
- Das Buch TANSTAAFL, the economic strategy for environmental crisis von Edwin G. Dolan aus dem Jahr 1971[8] dürfte die erste Verwendung des Ausdrucks in der Wirtschaftsliteratur enthalten.
- Der Titel von Spider Robinsons 2001 erschienenem Roman The Free Lunch bezieht sich auf das TANSTAAFL-Konzept.
- Eine von mehreren Antworten des für die topografischen Karten Großbritanniens zuständigen Ordnance Survey auf die 2006 von der Zeitung The Guardian gestartete Kampagne Free Our Data für den freien und kostenlosen Zugang zu seinem teilweise mit öffentlichen Mitteln finanzierten Datenmaterial: „There is no such thing as free data.“[9]
- TANSTAAFL ist der Name einer Snack Bar im Pierce dormitory der University of Chicago. Der Name bezieht sich auf den Umstand, dass die Redewendung durch Milton Friedman populär gemacht wurde, einem ehemaligen Professor der University of Chicago und Nobelpreisträger.[10]
- Das Café des IIM Ahmedabad trägt den Namen Cafe TANSTAAFL.
- TANSTAGI steht in der Romanreihe Schrödingers Katze von Robert Anton Wilson als Abkürzung für „There Ain’t No Such Thing As Government Interference“, dem Motto der Invisible Hand Society.
- TAANSTAAFL ist der Name einer Kolonie auf dem Planeten Aurore in dem Sci-Fi Rollenspiel Traveller 2300AD.